# Alexânia
Alexânia is een gemeente in de Braziliaanse deelstaat Goiás. De gemeente telt 20.706 inwoners (schatting 2009).

## Aangrenzende gemeenten
De gemeente grenst aan Abadiânia, Corumbá de Goiás, Luziânia en Santo Antônio do Descoberto.

## Verkeer en vervoer
De plaats ligt aan de radiale snelweg BR-060 tussen Brasilia en Bela Vista.